# Biedny, stary kaczor
Biedny, stary kaczor (ang. Only A Poor Old Man) – disnejowski komiks wyprodukowany przez Carla Barksa.
Historia po raz pierwszy ukazała się 11 lutego 1952 roku w amerykańskim magazynie komiksowym One Shots, publikującym nie tylko komiksy z uniwersum Disneya. Po raz pierwszy po polsku komiks ukazał się 24 listopada 2021 roku w 14. tomie kolekcji Kaczogród. Carl Barks.
Jest to komiks uznawany za jeden z najważniejszych i najlepszych w dorobku Barksa. Zajmuje 4. miejsce na topliście INDUCKS (stan na 15.02.2022). Do dzieła nawiązywali liczni twórcy komiksów disnejowskich, nie tylko amerykańscy. W 1984 roku powstała historyjka Unexpected Help, której pierwsza strona jest dokładną kopią pierwszych kadrów komiksu Barksa. Rysunki do remake’u wykonał znany chilijski twórca Vicar.
Biednego, starego kaczora wydano w 21 krajach (w tym w Jugosławii i Rosji), w prawie 200 różnych publikacjach.